# Humboldtpark (Köln)
Koordinaten: 50° 55′ 55,4″ N, 6° 59′ 34,8″ O
Der Humboldtpark im Kölner Stadtteil Humboldt/Gremberg ist eine 2,2 Hektar große denkmalgeschützte Grünflächenanlage und eine der wenigen innerstädtischen Anlagen im Stadtbezirk Kalk.

## Lage
Der Park liegt im westlichen Teil der Humboldt-Kolonie, die durch eine Güterbahnstrecke gegen den Stadtteil Deutz hin getrennt wird. Er wird begrenzt durch die Straßen An der Pulvermühle, Gremberger Straße und Burgenlandstraße, von denen aus er auch betreten werden kann. Mit öffentlichen Nahverkehrsmitteln ist er über die Buslinie 153 (Weilburger Straße) erreichbar.

## Geschichte
Im Bereich des heutigen Parks oder dessen Umfeld soll von 1858 bis 1870 eine Pulvermühle bestanden haben, nach der die angrenzende Straße An der Pulvermühle ihren Namen bekam. Eine planmäßige Aufschließung des östlich gelegenen Geländes als Wohngebiet erfolgte ab 1874/75 durch die Humboldt AG, die hier für ihre Arbeiter Häuser aufführen ließ. Das neu entstandene Viertel, die Humboldt-Kolonie, wurde dann im Jahre 1888 gemeinsam mit der damaligen Stadt Deutz aus dem Landkreis Köln aus- und als erste rechtsrheinische Stadtteile nach Köln eingemeindet.
Nach der Planungsaufstellung 1912 durch den Kölner Gartenbaudirektor Fritz Encke konnte 1913/14 die Parkanlage im Stil des Neoklassizismus und des Jugendstils angelegt werden. Ein hölzernes Milchhäuschen entstand nach einem Entwurf von Hans Verbeek.
100 Jahre nach der Parkerrichtung wurde der Park durch die Kölner Grün Stiftung mit Spendenmitteln von der Klosterfrau Healthcare Group (300.000 €) und in Zusammenarbeit mit lokalen Initiativen sowie dem Grünflächenamt, saniert und einer zeitgemäßen aber der Tradition verpflichteten Nutzung zugeführt. Die Sanierung des schadstoffbelasteten Spielplatzes (aus der Schwer- und Chemieindustriezeit des Viertels) erfolgte aus städtischen Mitteln. Die Arbeiten begannen im April 2012 und wurden im Dezember 2013 abgeschlossen.

## Gestaltung
Der dreieckige Park ist durch Rundwege erschlossen und mit heute hohen Bäumen, Platanen und Kastanien umstanden. In der Freifläche in der Mitte ist ein Spielplatz angelegt. Daneben gibt es Blumengärten. Ein Küchen- und Schulgartenstück wurde durch einen Boule-Platz ersetzt.

## Fotos

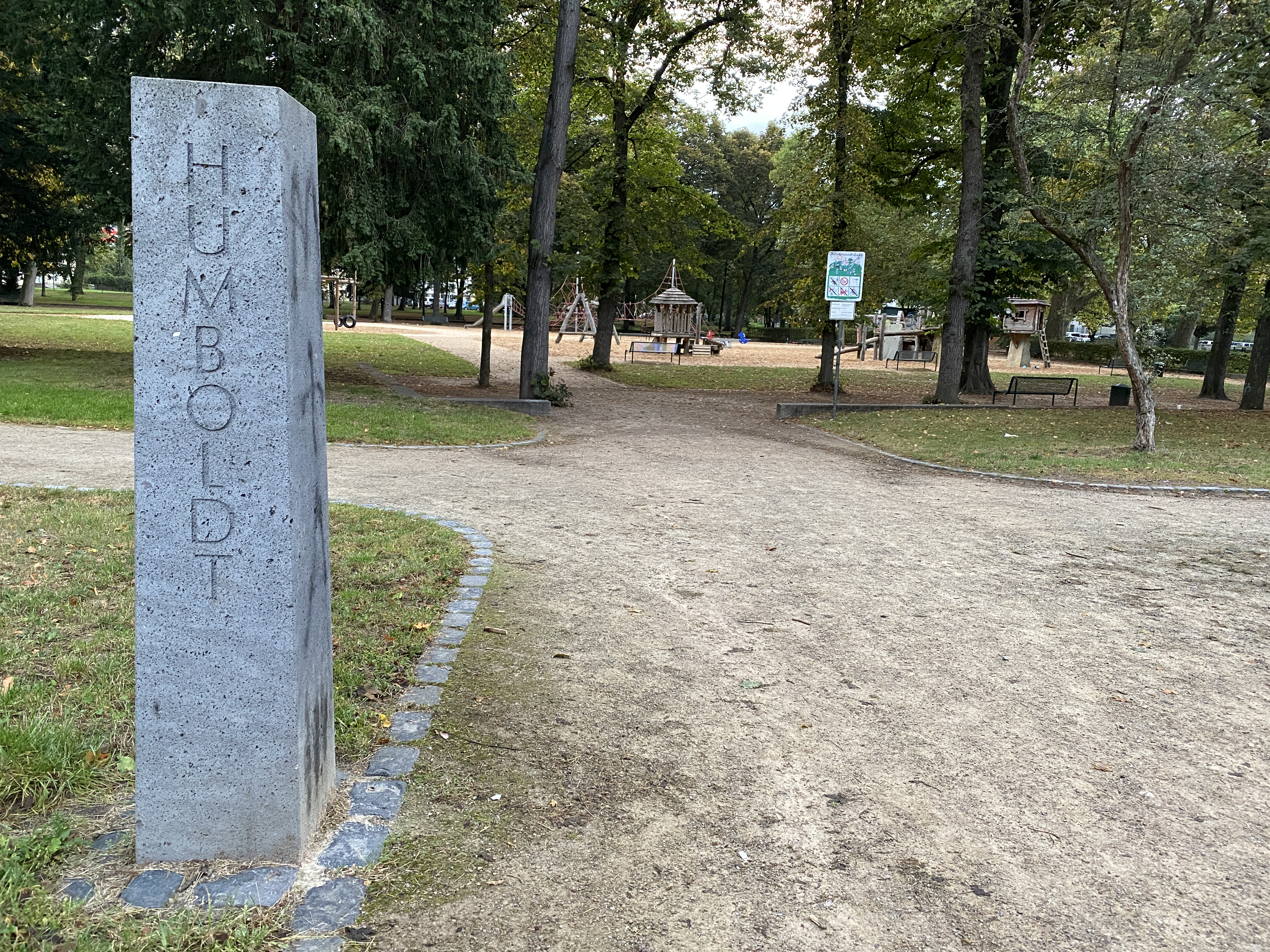
Humboldtpark Köln
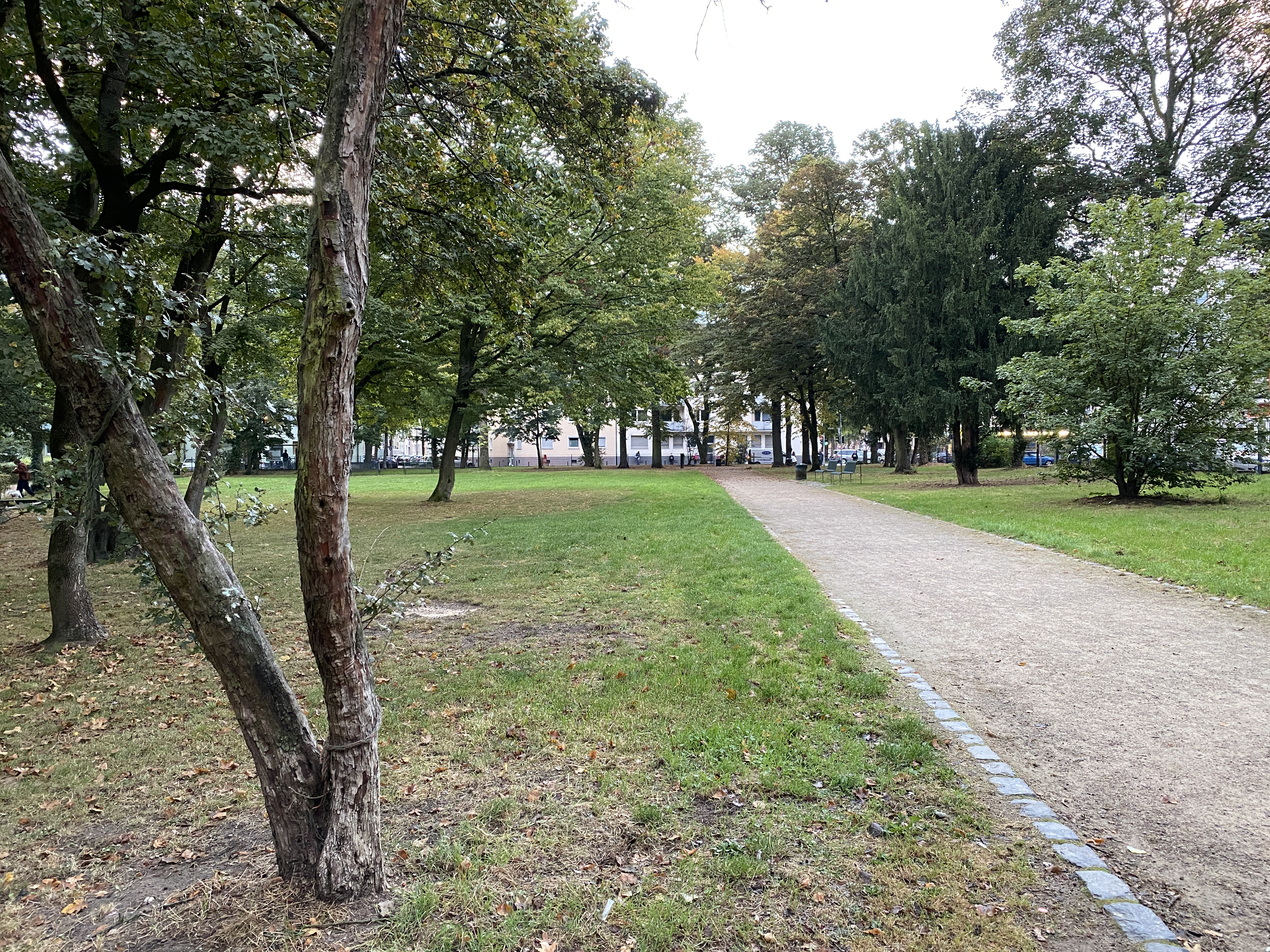
Humboldtpark Köln
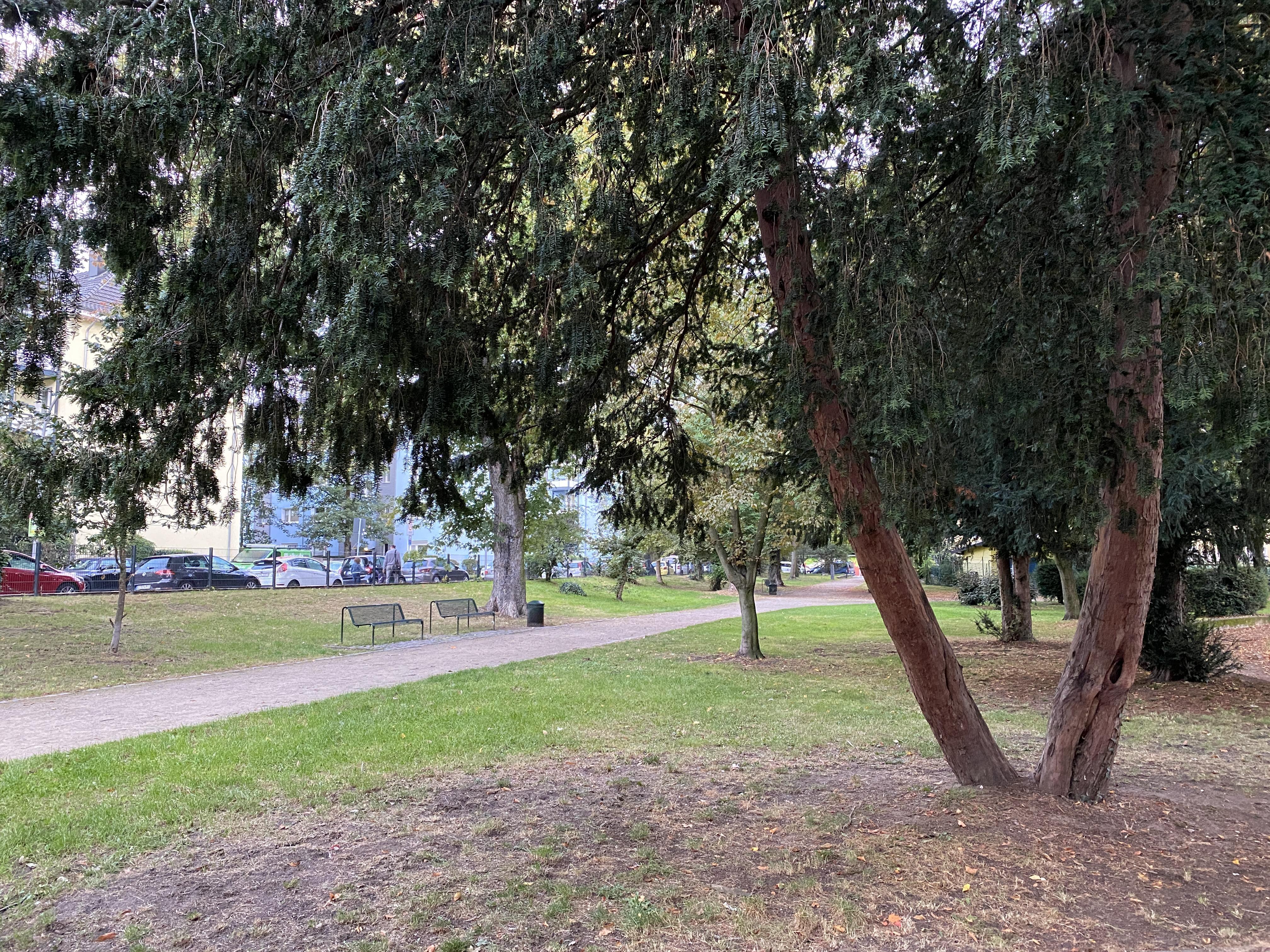
Humboldtpark Köln
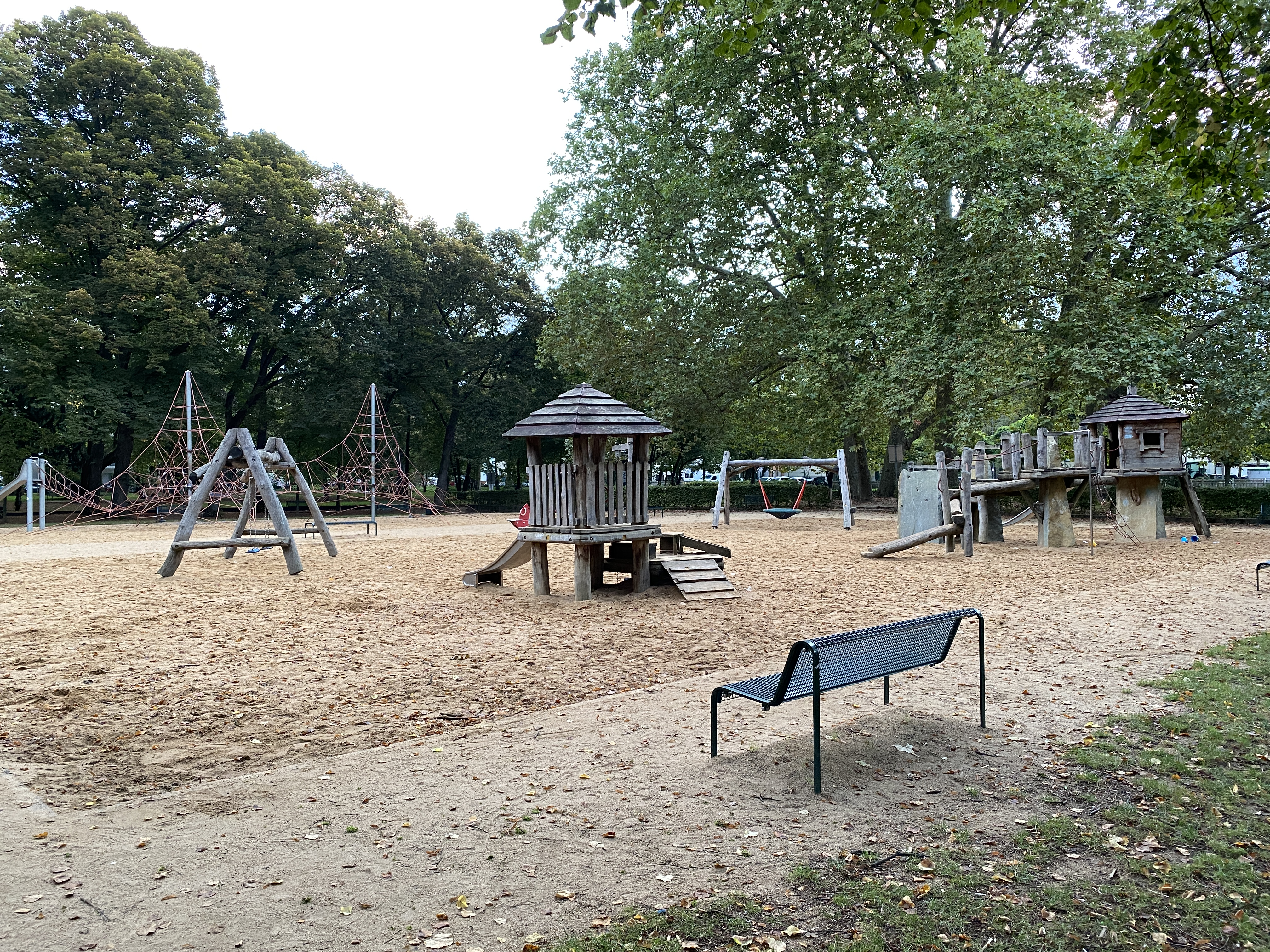
Humboldtpark Köln
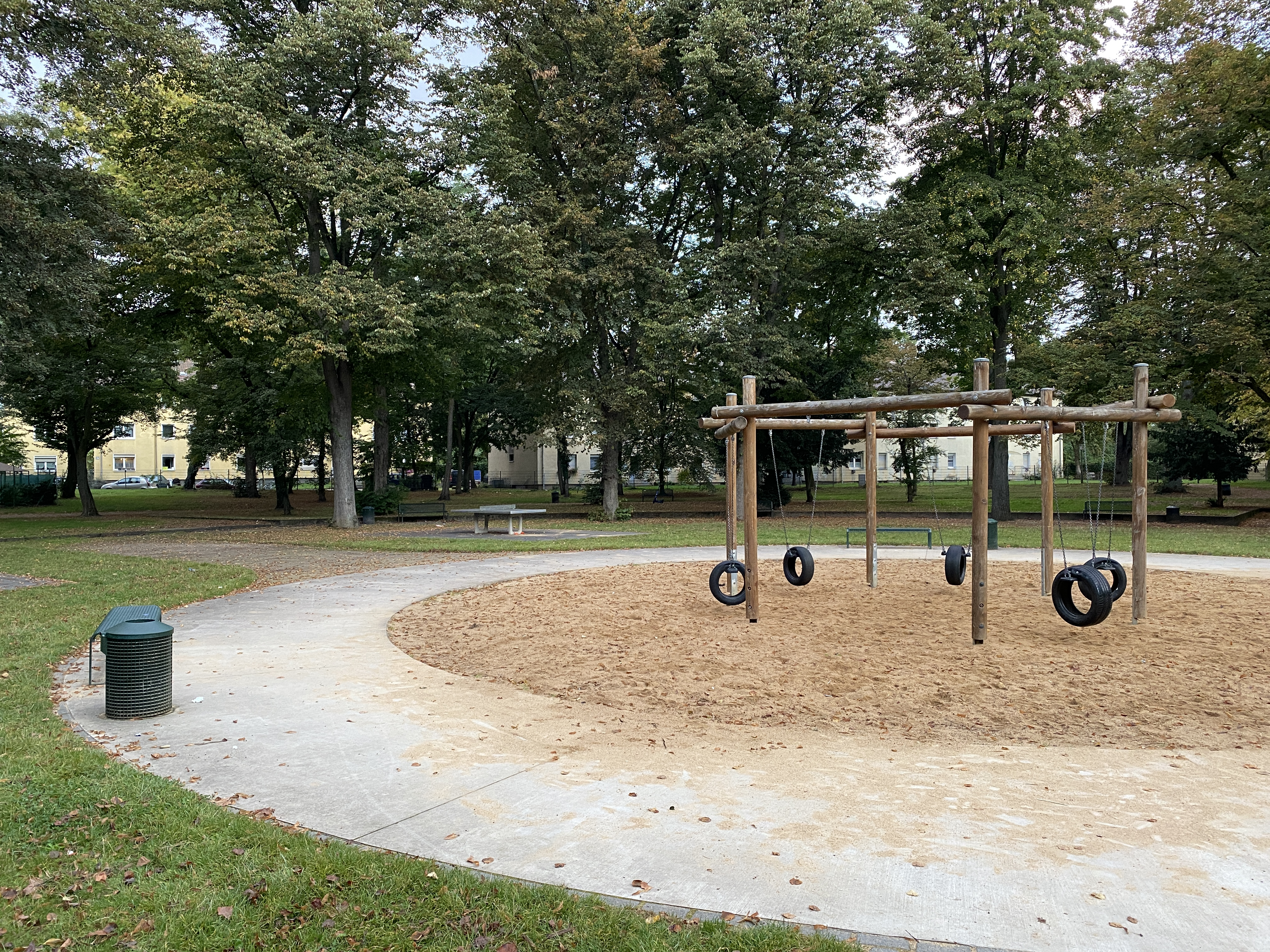
Humboldtpark Köln
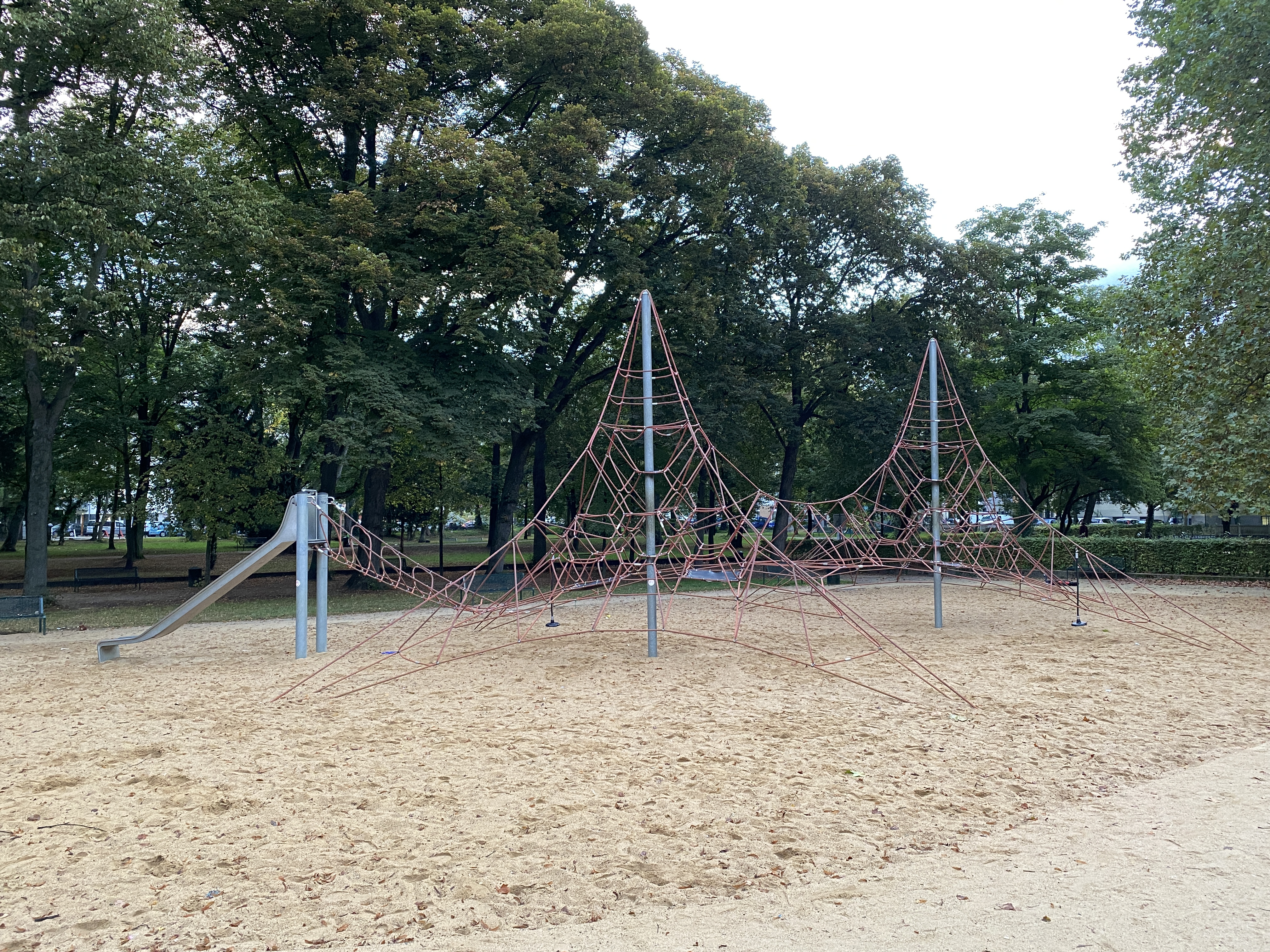
Humboldtpark Köln
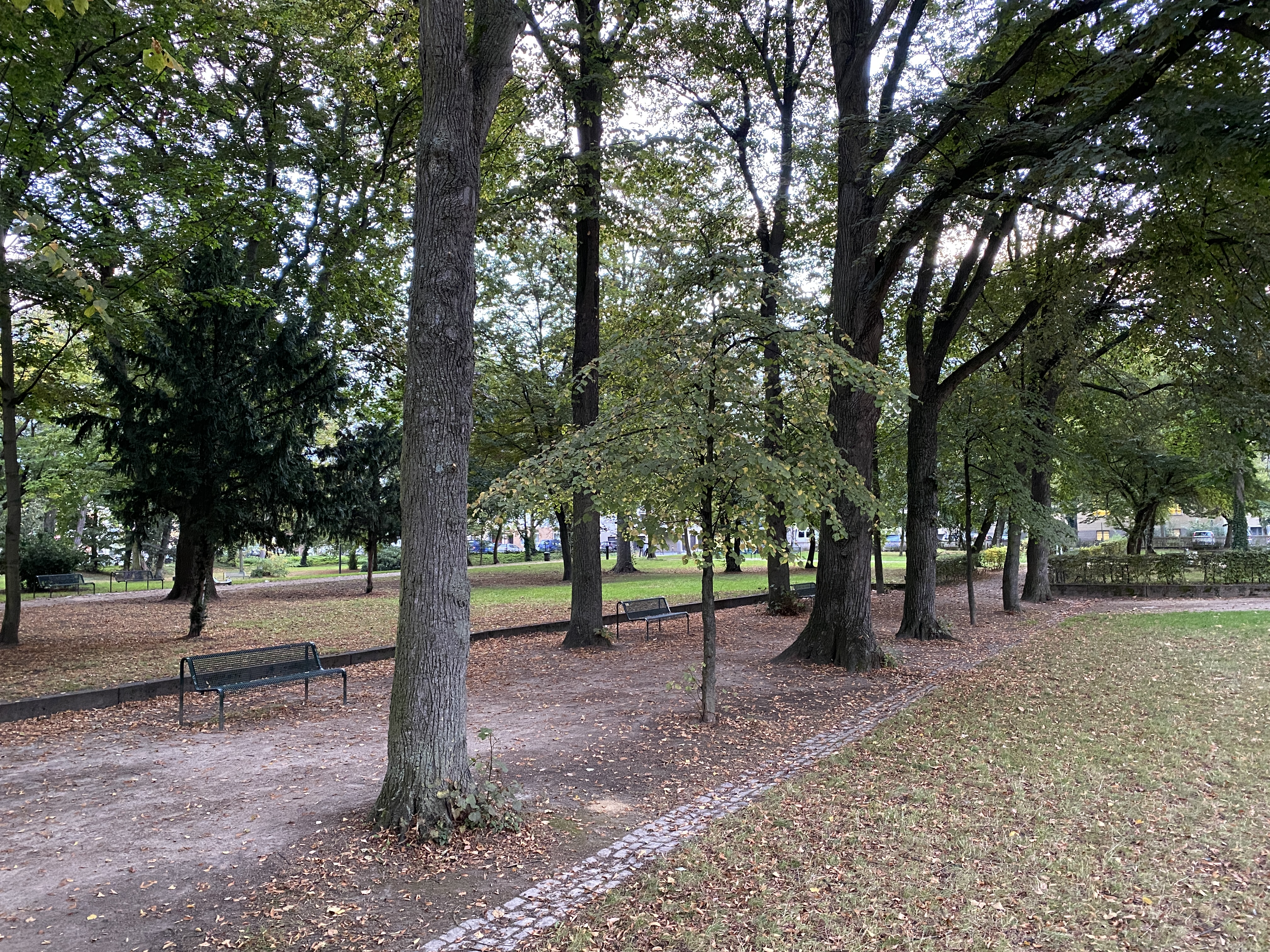
Humboldtpark Köln
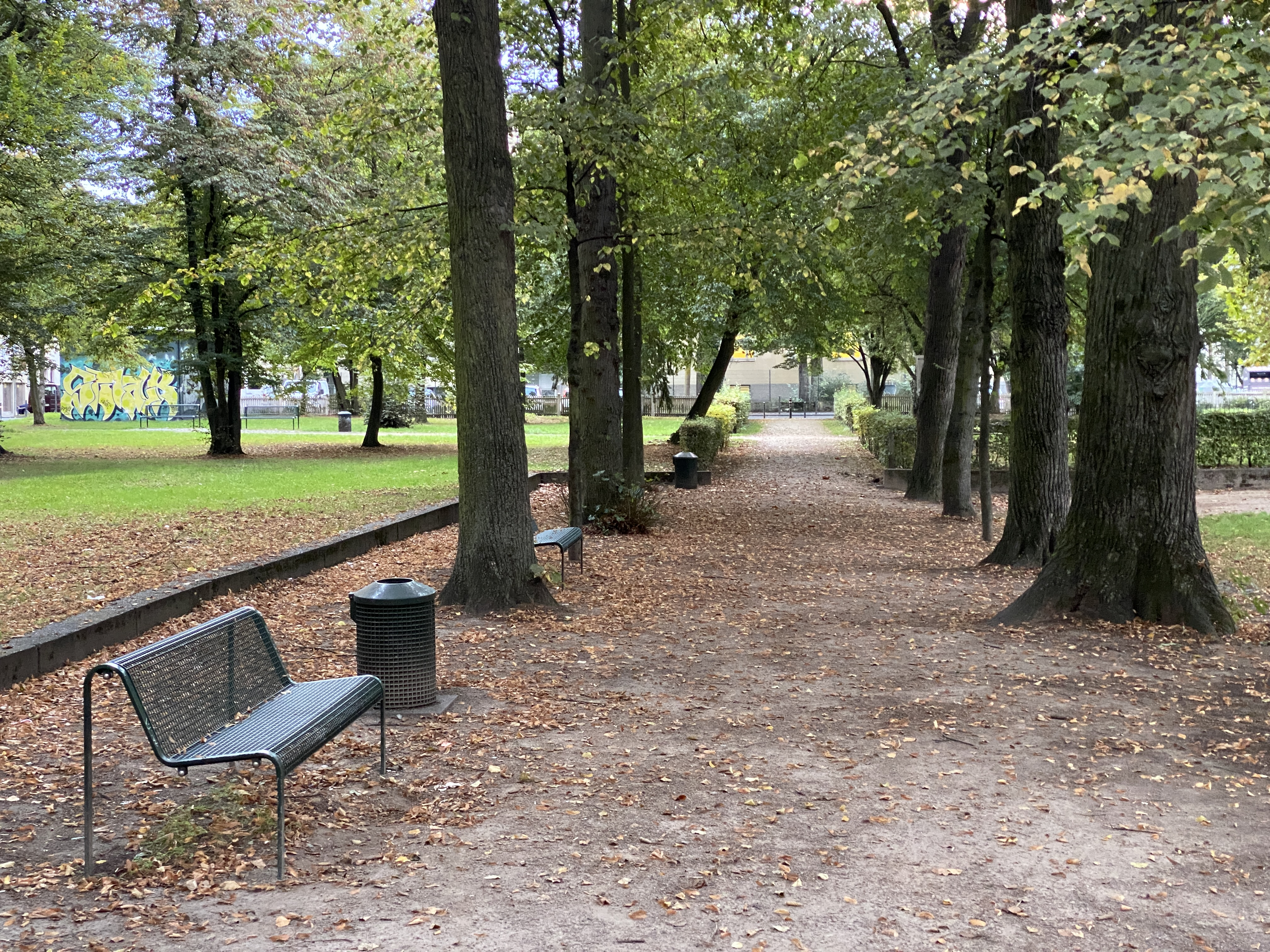
Humboldtpark Köln
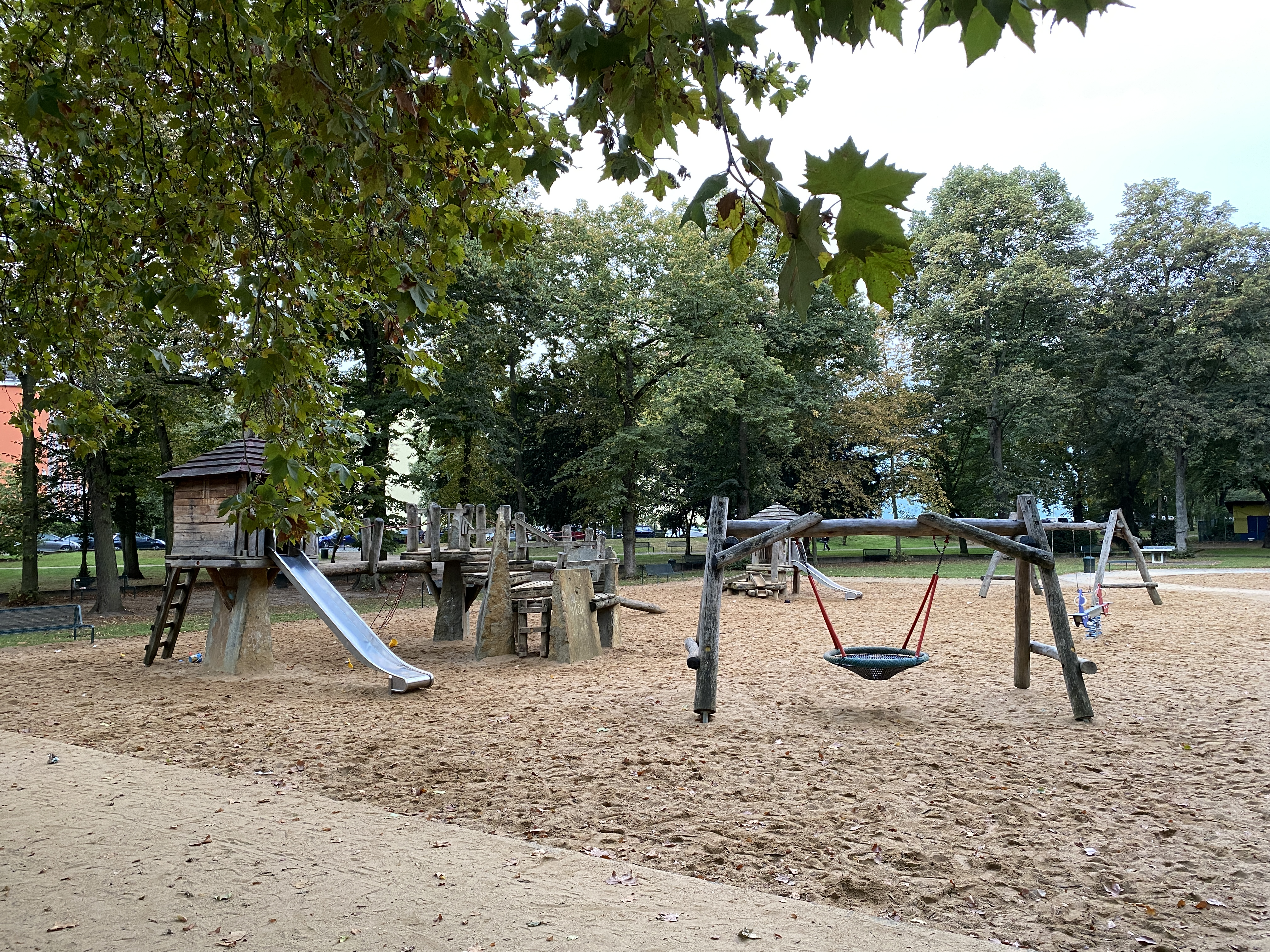
Humboldtpark Köln
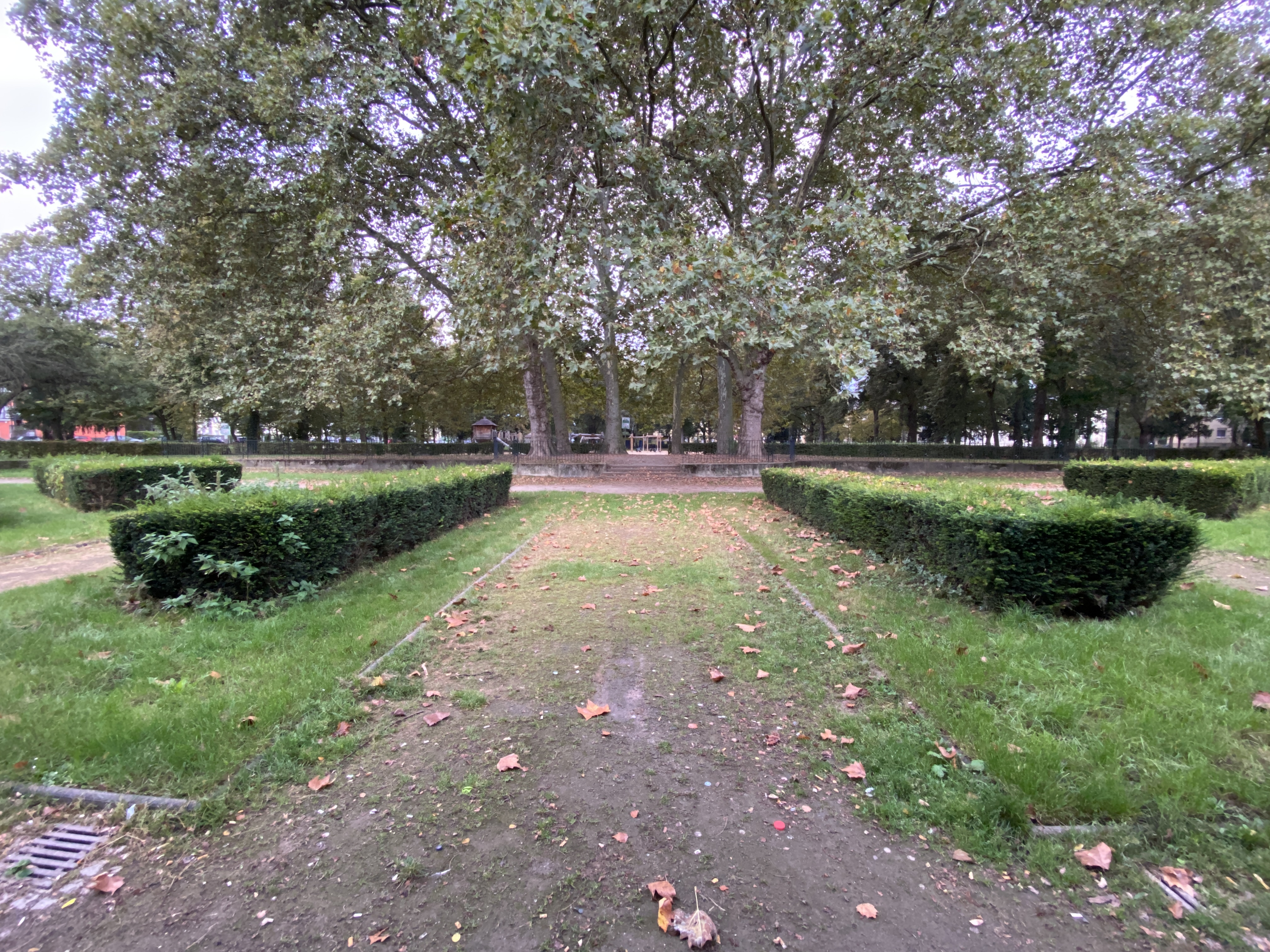
Humboldtpark Köln
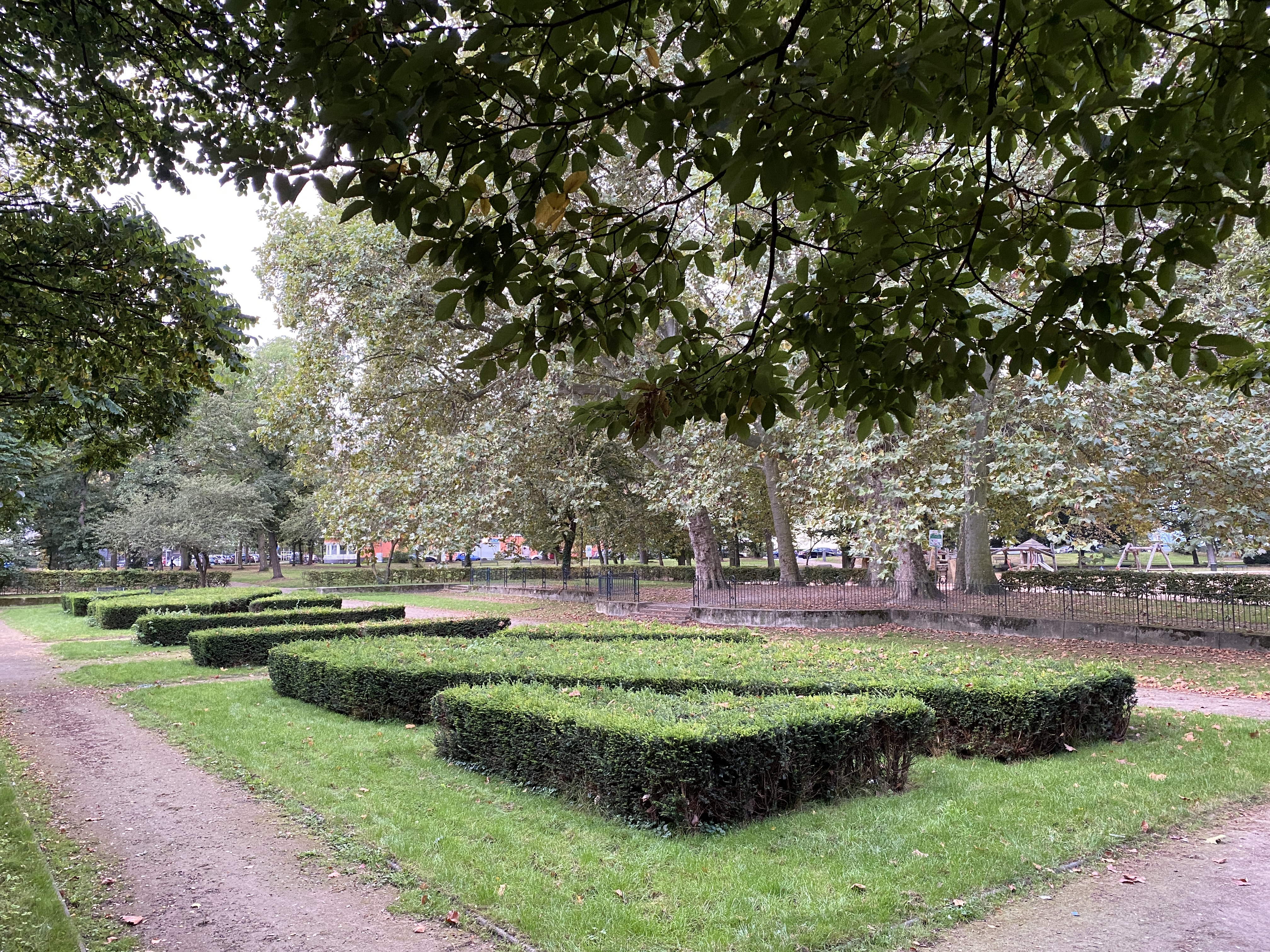
Humboldtpark Köln
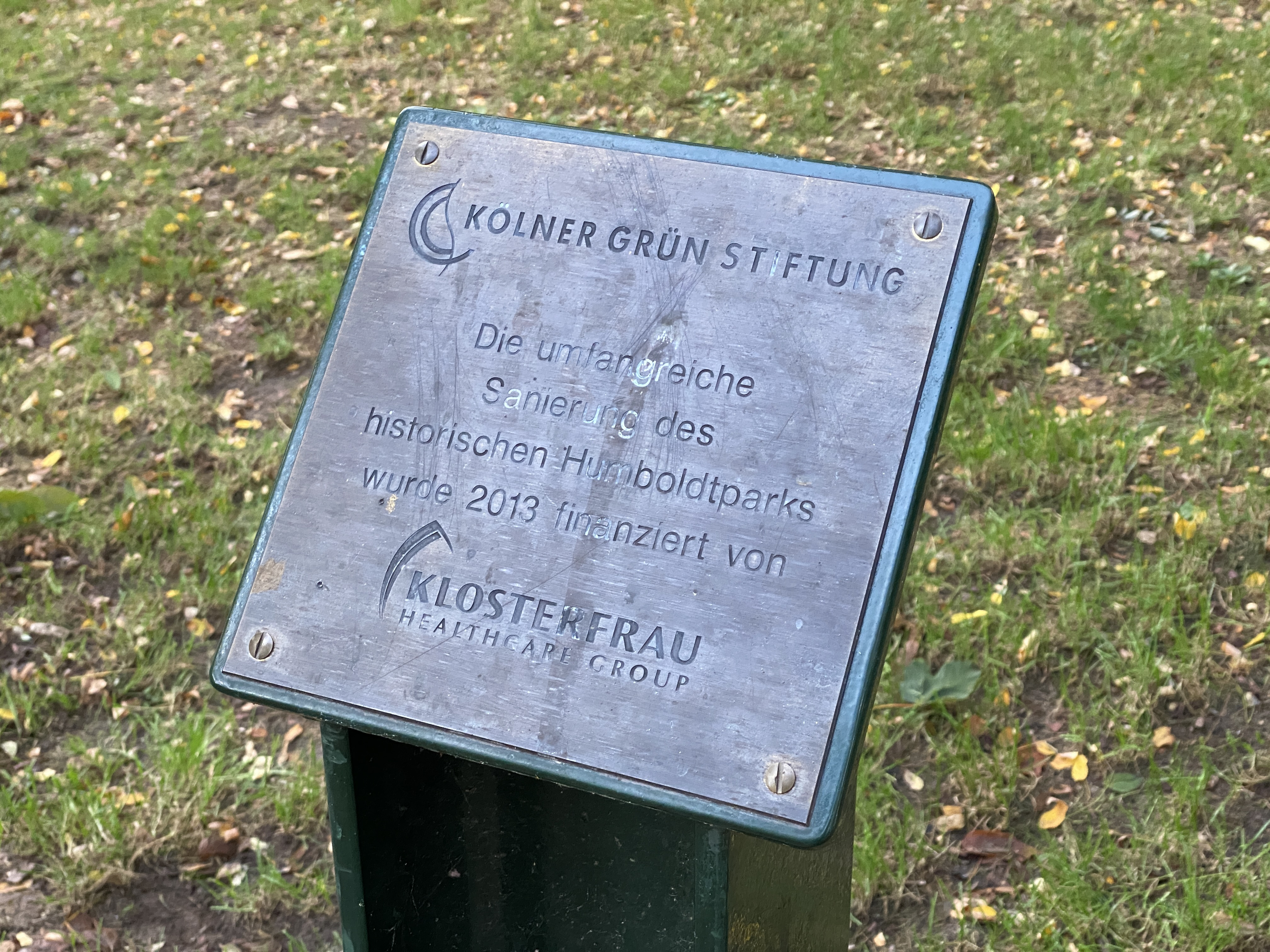
Humboldtpark Köln
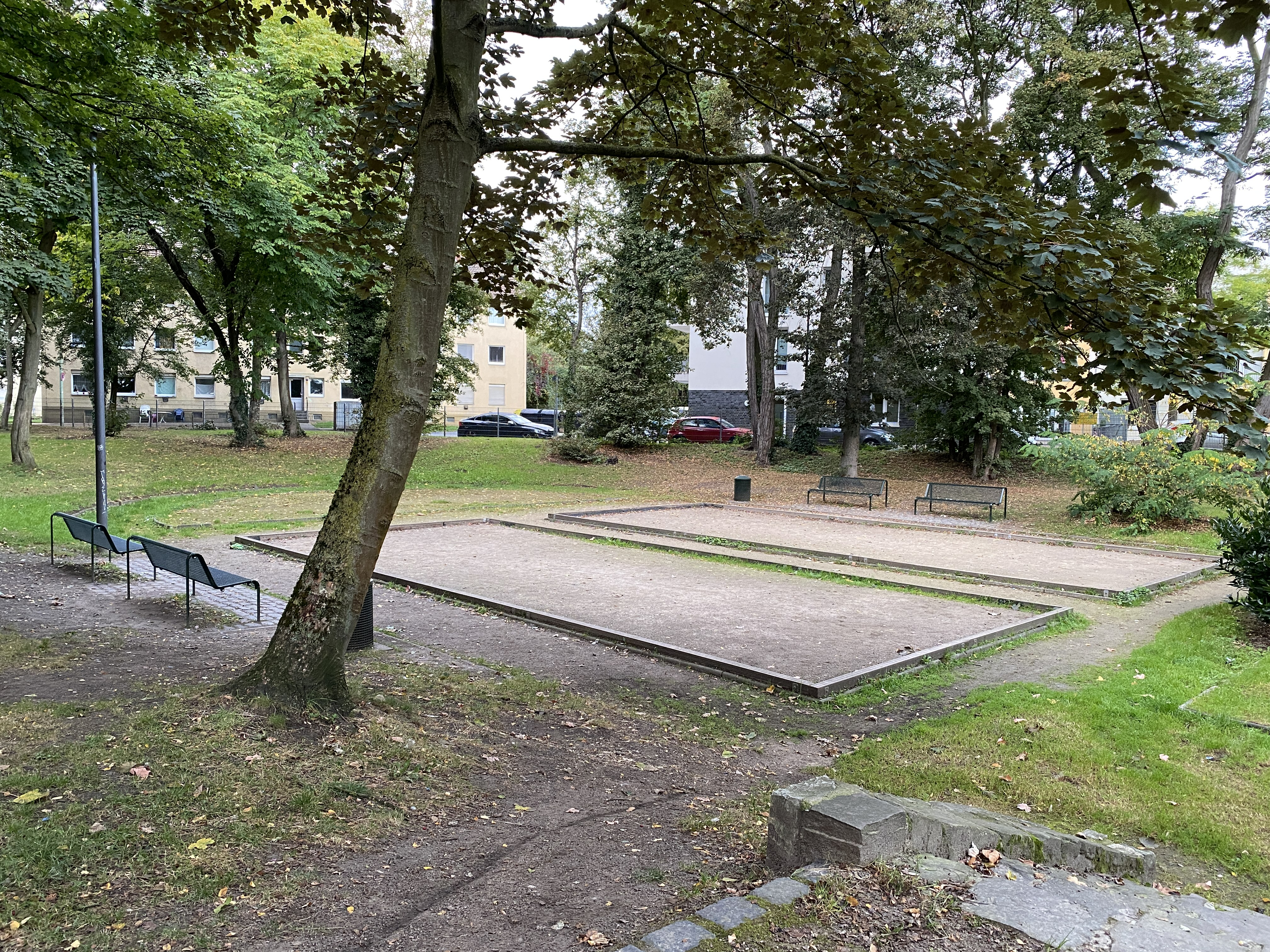
Humboldtpark Köln

## Medien
- Rheinhard Zeese: Historische Parks und öffentliche Gärten in Köln 1801 bis 1932. CD, LEB - Brühl, 2007.